# کانداوالا (نگومبو)
کانداوالا (به لاتین: Kandawala) یک منطقهٔ مسکونی در سری‌لانکا است که در استان غربی، سری‌لانکا واقع شده‌است. کانداوالا ۲ متر بالاتر از سطح دریا واقع شده‌است.